# Frank Lee Culbertson
Frank Lee Culbertson dr. (Charleston, Dél-Karolina, 1949. május 15.–) amerikai űrhajós.

## Életpálya
1971-ben a Haditengerészeti Akadémián  repülőmérnöki oklevelet szerzett. 1973-ban kapott repülőgép vezetői jogosítványt. Szolgálati repülőgépe az F–4 Phantom II volt. Japánban a USS Midway repülőgép-hordozó fedélzetén teljesített szolgálatot. Következő állomáshelye az USS John F. Kennedy (CV 67)  repülőgép-hordozó lett. 1982-ben tesztpilóta kiképzésben részesült. F–4 Phantom II és az F–14 Tomcat repülőgépek típusait, átalakításait tesztelte. Több mint 6000 órát repült (repülő, űrrepülő), több mint 40 különböző típusú repülőgépen. Repülőgép-hordozó felületére 350 leszállást hajtott végre.
1984. május 23-tól a Lyndon B. Johnson Űrközpontban részesült űrhajóskiképzésben. Kiképzett űrhajósként a Space Shuttle leszálló rendszerét tesztelte. Kiképzett űrhajósként tagja volt az STS–61–A, STS–61–B, STS–61–C és STS–51–L, majd az STS–27, STS–29, STS–30, STS–28, STS–34, STS–33 és az STS–32 támogató (tanácsadó, problémamegoldó) csapatának. 1986-ban a NASA központjában, Washingtonban a Challenger-katasztrófa vizsgálatban az Elnöki Bizottság, és a Kongresszus tájékoztatása volt a feladata. Három űrszolgálata alatt összesen 143 napot, 14 órát és 50 percet (3447 óra) töltött a világűrben. Űrhajós pályafutását 2002. augusztus 24-én fejezte be.

## Űrrepülések
- STS–38,  az Atlantis űrrepülőgép 7. repülésének pilótája. Első űrszolgálata alatt összesen 4 napot, 21 órát, 54 percet és 27 másodpercet töltött a világűrben. 3 267 000 kilométert (2 045 056 mérföldet) repült, 79 alkalommal kerülte meg a Földet.
- STS–51, a Discovery űrrepülőgép 17. repülésének parancsnoka. A legénység pályairányba állította az  Advanced Communications Technology Satellite (ACTS) kommunikációs műholdat. Ezt követően sor került egy 7 órás űrsétára, melyen Newman és Walz űrhajósok a Hubble űrtávcső három hónappal későbbre tervezett javításának egyes lépéseit gyakorolták. Működtették az Orbiting Retrievable Far and Extreme Ultraviolet Spectrometer (ORFEUS) csillagászati ultraibolya spektrométert. Második űrszolgálata alatt összesen 9 napot, 20 órát és 11 percet (236 óra) töltött a világűrben. 6 608 628 kilométert (4 106 411 mérföldet) repült, 157 alkalommal kerülte meg a Földet.
- STS–105, a Discovery űrrepülőgép 30. repülésének parancsnoka, 117 napig a ISS parancsnoka. Kipakolták az olasz MPLM teherűrhajó 4082 kilogramm rakományát. Az STS–108 fedélzetén tért vissza a Földre. Harmadik űrszolgálata alatt összesen 128 napot, 20 órát és 45 percet (3092 óra) töltött a világűrben. 6 900 000 kilométert repült, 185 alkalommal kerülte meg a Földet.